# ProSiebenSat.1 UHD
ProSiebenSat.1 UHD ist ein kostenpflichtiger Sender der ProSiebenSat.1 Media SE, der von der Seven.One Entertainment Group auf der HD+-Plattform betrieben wird. Der Sender bündelt die UHD-Sendungen der Sender ProSieben, ProSieben Maxx, Sat.1, kabel eins und kabel eins Doku und ist seit dem 13. August 2021 für HD+-Abonnenten entschlüsselbar.
Am 13. August 2021 wurde bekannt, dass der Sender ab sofort auch via MagentaTV zu empfangen ist. Darüber hinaus ist der Sender auch über die HD-Pakete von Pÿur und Sunrise (Schweiz) empfangbar.

## Programm
Das Programm richtet sich an die Zielgruppe der 14- bis 49-Jährigen. Es werden die UHD-Highlights der Sender ProSieben, ProSieben Maxx, Sat.1, kabel eins und kabel eins Doku gezeigt, darunter auch Übertragungen der Fußball-Bundesliga.

## Empfangsparameter
Satellit: ASTRA 19,2° Ost 

Transponder: 1.035 

Frequenz: 10.993,75 MHz (Horizontal) 

Modulation: DVB-S2, 8PSK 

Symbolrate: 22.000 Ms/s 

FEC: 5/6 

Über HD+

## Sendungslogos

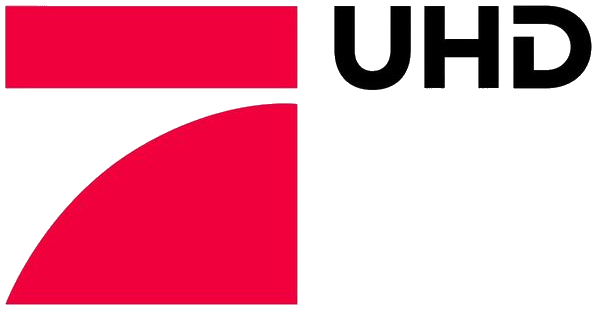
Logo für Inhalte von ProSieben
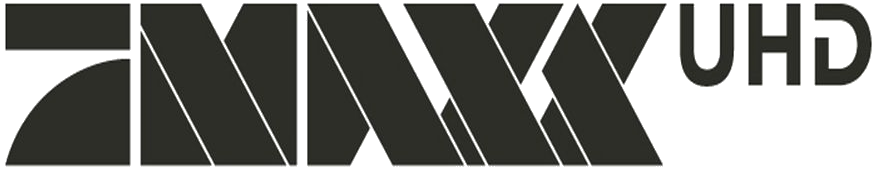
Logo für Inhalte von ProSieben Maxx
Logo für Inhalte von Sat.1
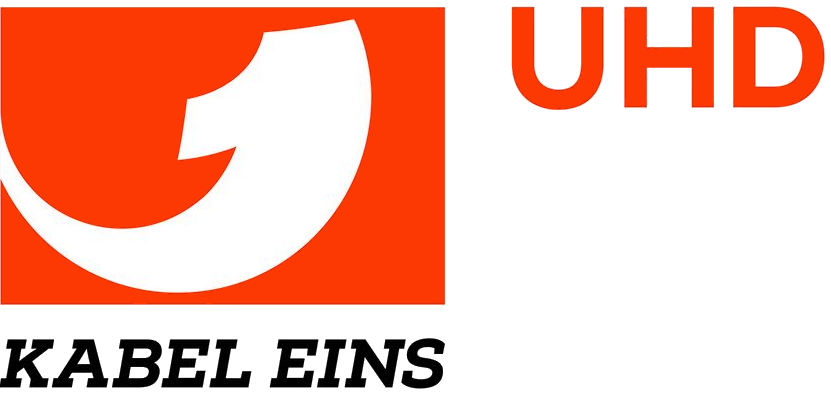
Logo für Inhalte von kabel eins
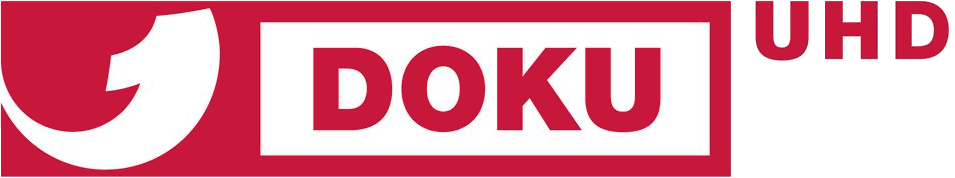
Logo für Inhalte von kabel eins Doku